# Europacup I hockey vrouwen 1976
De 3de Europacup I hockey voor vrouwen werd gehouden van 4 tot en met 7 juni 1976 in Amsterdam. Het deelnemersveld bestond uit 8 teams. Amsterdam H&BC won deze editie door in de finale Eintracht Braunschweig te verslaan.

## Uitslag poules

### Poule A
| Team               | Pnt | GS | W | G | V | DV | DT | DS  |
| ------------------ | --- | -- | - | - | - | -- | -- | --- |
| 1. Amsterdam H&BC  | 6   | 3  | 3 | 0 | 0 | 27 | 1  | +26 |
| 2. SK Slavia Praha | 4   | 3  | 2 | 0 | 1 | 7  | 4  | +3  |
| 3. HC Red Sox      | 2   | 3  | 1 | 0 | 2 | 1  | 19 | -18 |
| 4. AHTC Wien       | 0   | 3  | 0 | 0 | 3 | 0  | 11 | -11 |

Uitslagen
- A Red Sox - AHTC Wien 1-0
- A Slavia Praha - Amsterdam 1-4
- A AHTC Wien - Slavia Praha 0-2
- A Red Sox - Amsterdam 0-15
- A Slavia Praha - Red Sox 4-0
- A Amsterdam - AHTC Wien 8-0

### Poule B
| Team                      | Pnt | GS | W | G | V | DV | DT | DS  |
| ------------------------- | --- | -- | - | - | - | -- | -- | --- |
| 1. Eintracht Braunschweig | 6   | 3  | 3 | 0 | 0 | 15 | 1  | +14 |
| 2. Royal Uccle Sport THC  | 4   | 3  | 2 | 0 | 1 | 11 | 3  | +8  |
| 3. La Baumette            | 2   | 3  | 1 | 0 | 2 | 2  | 11 | -9  |
| 4. Club de Campo          | 0   | 3  | 0 | 0 | 3 | 1  | 14 | -13 |

Uitslagen
- B La Baumette - Braunschweig 0-6
- B Uccle - Club de Campo 6-0
- B La Baumette - Uccle 0-4
- B Club de Campo - Braunschweig 0-6
- B Le Baumette - Club de Campo 2-1
- B Braunschweig - Uccle 3-1

## Finales

#### Finale
1/2: Amsterdam - Braunschweig 3-1

#### 3de plaats
3/4: Uccle - Slavia 1-3

#### 5de plaats
5/6: Red Sox - La Baumette 0-1

#### 7de plaats
7/8: Wien - Club de Campo 0-1

## Eindstand
1. Amsterdam H&BC
2. Eintracht Braunschweig
3. SK Slavia Praha
4. Royal Uccle Sport THC
5. La Baumette
6. HC Red Sox
7. Club de Campo
8. AHTC Wien